# Rojo amanecer
Rojo amanecer es una película mexicana del género dramático de 1990 del director Jorge Fons. En ella se narra una ficción sucedida entre el 2 y el 3 de octubre de 1968 en la Plaza de las Tres Culturas, en Tlatelolco, en  la Ciudad de México. Fue protagonizada por María Rojo, Héctor Bonilla, Jorge Fegan, Ademar Arau, Bruno Bichir, Demián Bichir y Eduardo Palomo. La trama inicia con una mañana típica en la vida de una familia de clase media que habita un departamento frente a la plaza. Dos de los hijos de la familia son estudiantes y participantes del movimiento estudiantil. Con el paso de las horas y debido a la Operación Galeana, la vida de la familia se verá directamente involucrada en los hechos. 
Si bien los hechos se habían mencionado en otros materiales fílmicos previos, la película destacó por ser la primera en hablar abiertamente del movimiento de 1968 en ese país y en centrar su trama en dicho episodio histórico en una época con libertad de expresión limitada y en la que aún estaba censurado hablar del tema. Se rodó y editó de manera casi secreta en una réplica de un departamento de Tlatelolco en una bodega al sur de la capital mexicana, en un ambiente prevaleciente de censura del gobierno de México hacia ciertas expresiones artísticas como películas consideradas polémicas, y con un silencio oficial hacia los hechos del movimiento de 1968 y la matanza del 2 de octubre. El guion de Guadalupe Ortega y Xavier Robles, Bengalas en el cielo, se escribió basado en testimonios de familias y sobrevivientes. A sugerencia del actor Valentín Trujillo, que ayudó con dinero a terminar la película, la película se llamó Rojo amanecer.
Diversas presiones políticas al interior del gobierno mexicano impidieron el estreno de la película al ejercer influencia en el órgano dictaminador oficial para mantenerla «enlatada», es decir, retrasar a propósito e indefinidamente su estreno al no contar con la autorización y clasificación debida para enviarla a los cines. La presión social y mediática hizo ceder al gobierno en su postura, aunque se pidió editarla para censurar ciertas partes de la película que mostraban al Ejército Mexicano. La producción de la película cedió con el fin de que Rojo amanecer, de una u otra manera, se estrenara, lo cual ocurrió casi un año después de la fecha prevista. Rojo amanecer fue un éxito de taquilla y tuvo una buena recaudación. Generó opiniones diversas en la crítica, negativas a la actuación y a las condiciones técnicas, pero positivas en el valor de su contenido y crítica social.

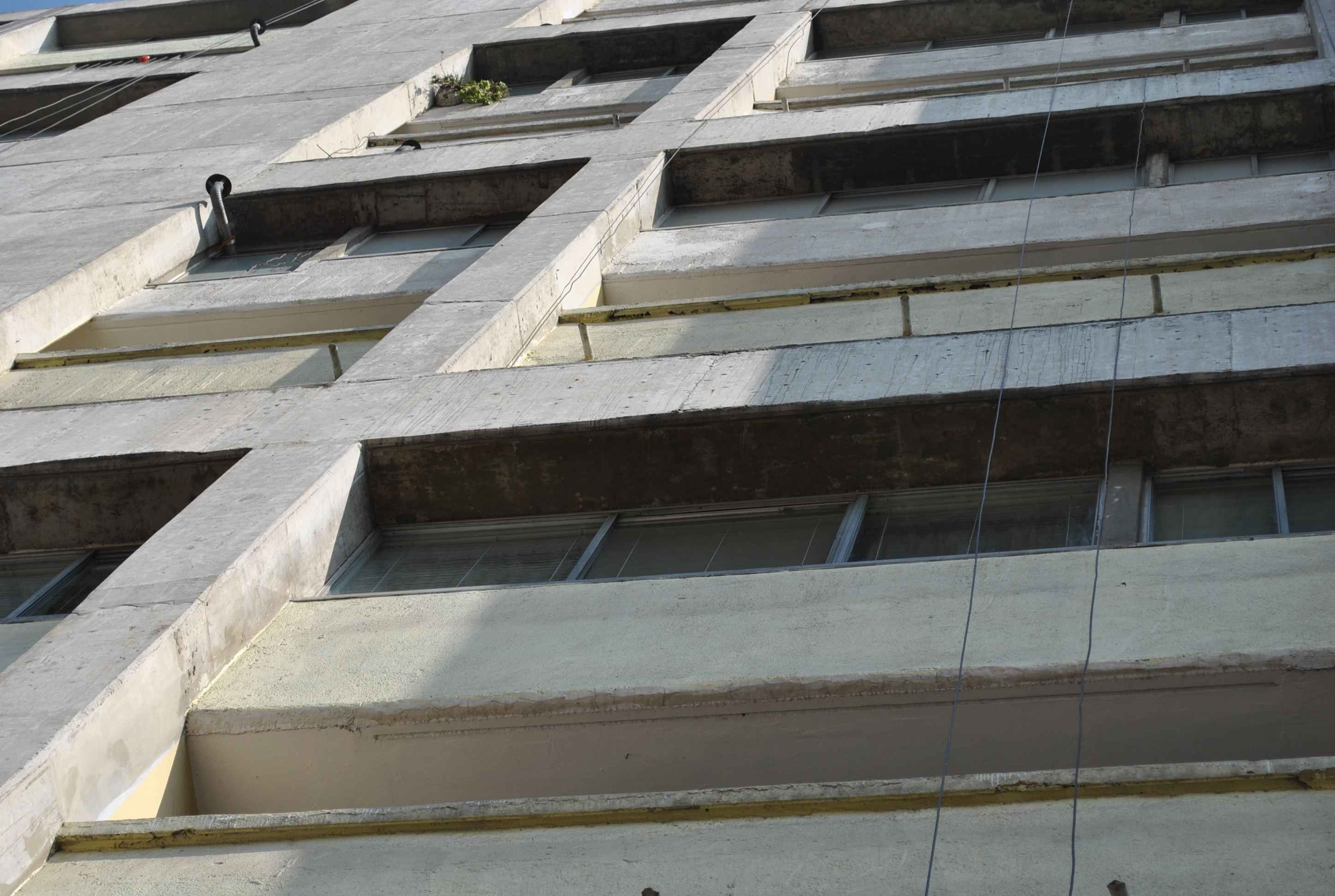
Vista parcial de las ventanas del Edificio Chihuahua, en donde se ambienta la película.

## Argumento

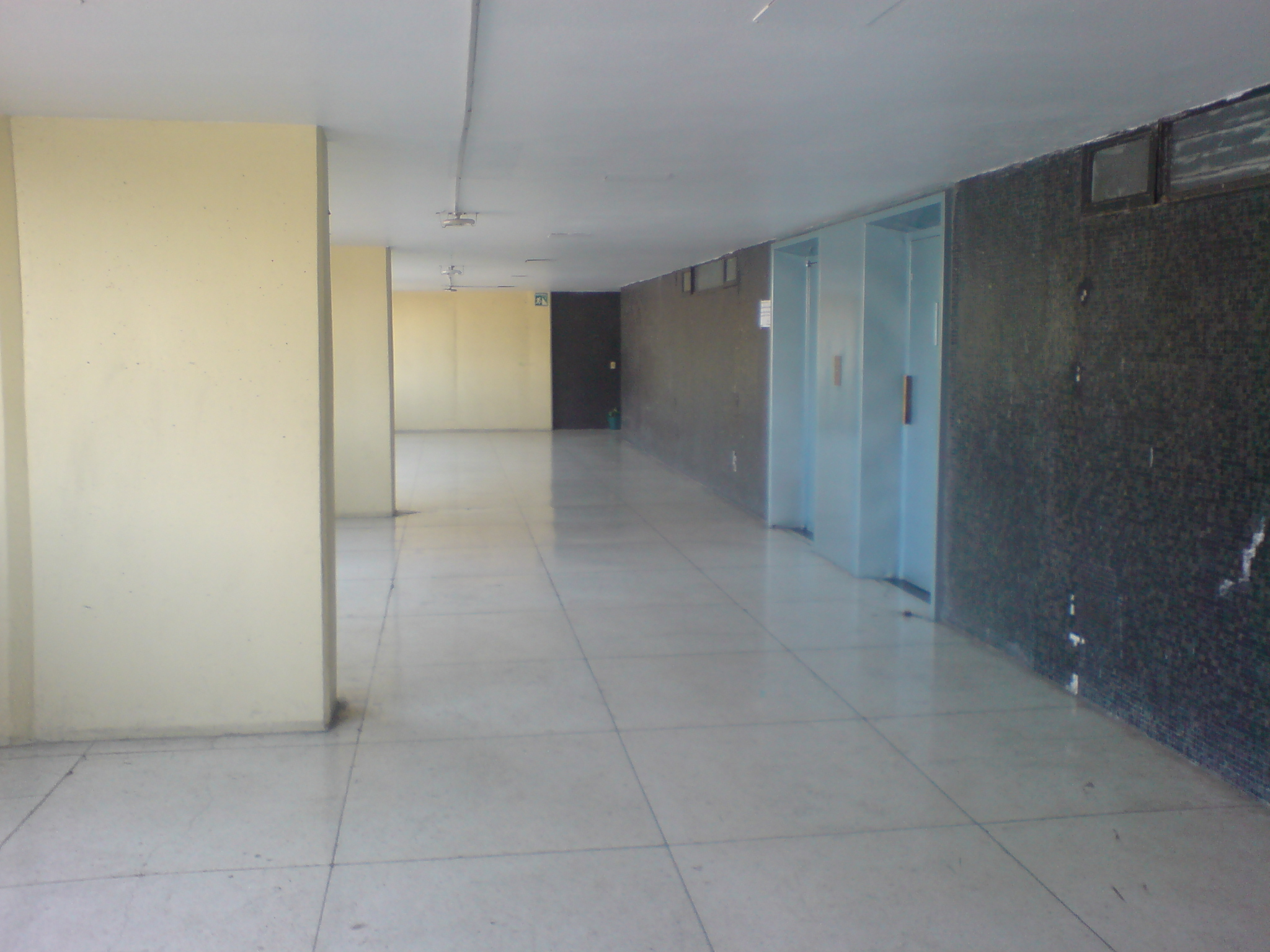
Pasillos y elevadores del edificio Chihuahua.

Es miércoles 2 de octubre de 1968, una familia mexicana de clase media está a punto de comenzar el día en su departamento del edificio Chihuahua del Conjunto Urbano Nonoalco Tlatelolco de la Ciudad de México. 
En el desayuno, los hermanos mayores, Jorge  y Sergio  discuten con su padre Humberto . Los muchachos estudian en la Universidad Nacional Autónoma de México, participan en el Movimiento de 1968 en México, y su padre trabaja como funcionario del Departamento del Distrito Federal, el gobierno local de la Ciudad de México. El argumento comienza cuando el padre se queja de que los chicos tienen el pelo largo. La discusión escala y luego comienzan a discutir que lo que los chicos están haciendo está mal, y que «nadie debería cuestionar al gobierno». Los muchachos dicen que la autonomía de la UNAM fue violada y que el gobierno hace cosas en contra de la Constitución mexicana. Su abuelo Roque , que luchó en la Revolución Mexicana, dice que «si estuvieran en una verdadera revolución, ya los hubieran fusilado». Los hermanos menores Carlos  y Graciela , que estudian la escuela primaria y secundaria, no se involucran en la discusión, debido a su corta edad. Los muchachos luego hablan de las injusticias del gobierno usando como ejemplo la ocupación militar la UNAM, tras lo cual algunos estudiantes se escondieron en el baño, y sus cuerpos fueron encontrados el día anterior, 1 de octubre. La madre, Alicia  trata de calmar la situación y le dice a los chicos que «lleguen temprano y se corten el pelo». Los muchachos bromean diciendo que Miguel Hidalgo tenía el pelo largo. Después, se van.
El día continúa con normalidad y, a continuación, mientras cocinan, Alicia y Graciela discuten sobre lo que los chicos hacen. Graciela dice que su madre está «bien out», luego dice que le gustaría seguir estudiando, a lo que su madre responde que terminará siendo una ama de casa de todos modos. Carlos se está preparando para ir a la escuela mientras escucha a The Beatles, su abuelo se queja de que «son demasiado ruidosos». Humberto intenta llamar a su esposa y le dice que «algo grande está a punto de suceder y que le preocupa» pero antes de que pueda continuar la llamada se corta. Alicia le pide a Graciela ir al apartamento de la vecina y tratar de llamar a su padre. Graciela lo hace y se entera de que el teléfono de la vecina también está muerto. Vuelve y dice que los teléfonos no funcionan, «ni el de aquí, ni el de la vecina, ni el de la esquina». Algún tiempo después, se va la luz también. Don Roque va a la planta baja y cambia el fusible. Se tropieza con la vecina en el camino y los dos cambian los fusibles. A continuación, intentan encender la luz y descubren que la luz se ha cortado. Don Roque después vuelve al apartamento y le dice a Alicia que la luz no funciona. Ambos se preocupan y continúan con su día. Carlos regresa de la escuela. Él le dice a su madre que le preguntó al profesor que si lo que sus hermanos decían sobre Hidalgo era cierto, y dice el profesor lo confirmó. Luego sale al pasillo para jugar con sus soldaditos de juguete con su abuelo. Mientras están jugando, hombres sospechosos, con rifles de francotirador tratan de echar un vistazo a través de una abertura en el pasillo. Lo encuentran «inadecuado» y van a los pisos de arriba. Ambos regresan al departamento y don Roque comenta con su hija acerca de la presencia militar y francotiradores en las azoteas. «¿Por qué?», ella le pregunta. La respuesta es muy sencilla: porque están preparándose para algo grande. Alicia empieza a coser algo, Carlos hace su tarea y don Roque intenta reparar un reloj.
En la Plaza de las Tres Culturas, una multitud empieza a congregarse, una manifestación de estudiantes está teniendo lugar. Carlos y Graciela miran a la multitud y la estiman a más de 10 000 asistentes. Graciela se dirige a casa de una amiga para hacer su tarea. 
Después de media hora, la manifestación se interrumpe cuando un helicóptero sobrevuela la plaza y bengalas rojas y verdes caen del cielo. Carlos ve esto y le dice a su mamá. Alicia se asoma por la ventana y ve que los estudiantes están siendo asesinados por el ejército. Don Roque les pide que se alejen de la ventana y esconderse en su habitación. Mientras lo hacen, dos balas atraviesan la ventana. Después de algún tiempo, don Roque intenta recoger a Graciela, pero antes de marcharse, oye un sonido. «¡Tanques!», exclama. Entonces empieza a llover. Después de algún tiempo, hay sonidos afuera. 
La puerta se abre y Sergio y Jorge (cuyos lentes se rompieron mientras corría) llegan, junto con algunos compañeros. Uno de ellos, Luis (Eduardo Palomo), está herido. Alicia trata de curarlo, pero el muchacho se está desangrando. El tiroteo continúa y se detiene. Durante ese tiempo, los estudiantes empapados comienzan a intercambiar historias. Uno de ellos dice que estaba en el balcón del tercer piso del edificio, donde se estaba llevando a cabo el discurso, y dijo que personas armadas vestidas de civil gritaron «¡Aquí Batallón Olimpia! ¡Que nadie se mueva!». Otro dice que se iba cuando empezó el tiroteo, y que el grupo de muchachos con el que se encontraba no se movió para nada. Los hermanos dicen que el orador le gritó a la multitud a «no caer en provocaciones». Luis dice que él era del Poli, el Instituto Politécnico Nacional, y fue corriendo con la multitud cuando sintió dolor en su codo, después se dio cuenta de que le habían disparado y después perdió a su hermanita, quien también era de la misma escuela. Otro afirma que dos niños muertos, no menores de 10 años terminaron uno encima de otro. Una estudiante afirma que vio la plaza llena de zapatos. Los alumnos miran por la ventana perforada y no ven «nada más que sombras», es decir, los cadáveres tendidos en la plaza están siendo recogidos.
Don Roque llega con Graciela acompañado de soldados que están en busca de los estudiantes. Don Roque dice que él era un capitán durante la Revolución mexicana, motivo por el cual pudo acceder al perímetro de la unidad habitacional, la cual se encontraba cercada por el ejército, y busca sus papeles. Mientras lo hace, los francotiradores vienen de arriba, junto con tres estudiantes manchados de sangre. Les golpean y luego se les dice que «los lleven con los otros». Don Roque vuelve y da a sus papeles al soldado, que les dice que no le abran a nadie. Don Roque conversa con Alicia y le dice que los estudiantes fueron arrestados y enviados a camiones militares, así como que había camiones de la basura y los bomberos. Graciela dice que tuvieron que tomar las escaleras y vio a las puertas del ascensor perforadas por las balas. Su madre dice que era prácticamente imposible ya que fueron «hechas de acero gruesísimo». La alumna, que tenía el dinero de propaganda, platica con Alicia. Ella dice que los padres de la muchacha estarían preocupados, pero la chica no lo cree así. Alicia dice que era imposible, «a estas alturas, todo el país ya lo sabe», pero la chica dice que «no todo lo que dicen las noticias no es verdad, y no todo lo que pasa llega a las noticias también». Después de revelar que tiene el dinero de propaganda en un pequeño recipiente, Alicia accede a guardarlo hasta que ella pueda salir. La estudiante va al baño a secarse el cabello. Graciela, por su parte, la regaña diciéndole «lo que pasa por meterse en asuntos de hombres», a lo que la chica le contesta que «este es un asunto para hombres y mujeres». El grupo duerme y empieza a llorar a una mujer afuera en busca de su hijo Toño. Los estudiantes despiertan y preguntan si alguien se llama Toño. Ninguno de ellos se llama así.
La luz regresa y Humberto llama a la casa para advertirle a Alicia que no abran a nadie, y que le es muy difícil pasar. En el corto tiempo, algunos muchachos llaman a sus casas para asegurar sus familias que está bien. Se produce un segundo tiroteo y las luces se apagan. Finalmente, Humberto llega. Él dice que «era muy difícil pasar la seguridad». También dice que las ambulancias estaban en los alrededores de la plaza, pero ninguna de ellas parecía llevar a los heridos a los hospitales y que los estudiantes fueron despojados de sus ropas y empujados a las paredes del ascensor de la planta baja. Uno de los estudiantes le pregunta si estaban siendo golpeados. Humberto confirma esto bruscamente. A continuación, encienden la tele y las noticias locales dicen que el tiroteo tuvo lugar porque «francotiradores de los estudiantes en las azoteas cercanas dispararon contra el ejército, que fue enviado a apoyar a la policía a prevenir disturbios». Uno de los estudiantes dice lo obvio: el gobierno controla las noticias, lo que confirma las afirmaciones de la estudiante. Finalmente, todos se van a dormir a las diferentes habitaciones de la casa.  
Los estudiantes, por su parte, acuerdan salir uno por uno para no levantar sospechas. En las primeras horas de la mañana, elementos del Batallón Olimpia golpean la puerta del departamento, exigiendo a gritos que abran. Los estudiantes se esconden en el baño y uno le dice a Humberto que no abra. Carlos se esconde debajo de su cama y los demás pretenden dormir. Humberto le pregunta quiénes son, pero los agentes insisten en que la puerta se abra. Humberto abre y los elementos del batallón actúan con dureza, apuntando sus armas a todo el mundo. Humberto les dice su posición en el gobierno, pero no les parece importarles. Sacan a cada uno de sus camas y descubren la habitación de los muchachos llena de libros, entre ellos un ejemplar del Manifiesto del Partido Comunista y un póster del Che Guevara en la pared. Se ven obligados a salir de su habitación y se les pregunta si estaban en la manifestación, Jorge responde, pero Sergio no y le dan un culatazo. Descubren que el baño está cerrado y don Roque, dice que su nieto Carlos está dentro de él, porque tiene miedo. A continuación, inspeccionan el apartamento debido a la propaganda izquierdista de los jóvenes y encuentran la sábana manchada de sangre en la que Luis se había recostado. A continuación, amenazan con matar a Humberto si la puerta del baño no se abre. Sergio, con la boca aún llena de sangre, implora que abran la puerta. Uno de los allanadores, por su parte, dispara al pomo de la puerta del baño y fuerzan a todo el mundo a salir. Algunos de los estudiantes se quedan quietos, mientras que la alumna y otro joven tratan de escapar. Ambos son abatidos por los militares. Otros estudiantes gritan y son abatidos también. Se desata una pelea. Jorge, Don Roque y Humberto tratan de quitarles sus armas a los francotiradores mientras Sergio y Graciela escapan. Los francotiradores retoman el control y le disparan a todos. A continuación, corren al pasillo en busca de Sergio y Graciela. Dos disparos se escuchan. Carlos es el único sobreviviente y cuando él sale de su cama ve los cuerpos en la sala. Él empieza a llorar y baja descalzo por las escaleras manchadas de sangre. Él ve a su hermana muerta en una esquina, Carlos sigue bajando y se encuentra el cadáver de su hermano en la escalera con dos orificios de bala en el pecho, y luego sigue caminando hacia abajo. Se las arregla para llegar a la planta baja y ve a dos soldados, mientras que en el fondo, un barrendero limpia el piso, el cual contiene volantes estudiantiles. Entonces Carlos agacha la cabeza y se va caminando hacia la plaza. 
En la versión estrenada en cines, se eliminó un cameo de 22 segundos del filme original en los que se prolongaba la caminata de Carlitos entre papeles, zapatos y las paredes del edificio Chihuahua y de la propia plaza, manchados de sangre.

## Reparto
- Héctor Bonilla como Humberto.
- María Rojo como Alicia.
- Jorge Fegan como Don Roque.
- Ademar Arau como Carlitos.
- Paloma Robles como Graciela.
- Demián Bichir como Jorge.
- Bruno Bichir como Sergio.
- Eduardo Palomo como Luis (estudiante herido).
- Simón Guevara como Jaime (muchacho I).
- Leonor Bonilla como muchacha estudiante.
- Sergio Sánchez como Fernando (muchacho II).
- Carlos Cardán como Subteniente.
- Marta Aura como la vecina.
- Roberto Sosa como el soldado.
- Rafael Pérez Fons como Estudiante I.
- Sergio Núñez como Estudiante II.
- Alberto Pedret, voz de locutor.
- Tere Mondragón, voz de mujer.
- Blas García como francotirador #1.
- Baltazar Oviedo como francotirador #2.
- Armando González Valero francotirador #3.
- Fernando Ibarra como barrendero.

## Contexto
Para 1989 el Partido Revolucionario Institucional (PRI) mismo al que perteneció el responsable de la matanza del 2 de octubre, Gustavo Díaz Ordaz, gobernaba México por conducto de Carlos Salinas de Gortari. Las elecciones federales de un año antes fueron polémicas, con acusaciones de fraude electoral por parte de los contendientes de Salinas, Cuauhtémoc Cárdenas y Manuel Clouthier. Desde la época inmediata posterior a los hechos fue ejercida por el gobierno una fuerte censura hacia todos los materiales de toda índole respecto al 2 de octubre. Si bien existían algunas obras escritas al respecto, la matanza de Tlatelolco fue un tema censurado en los medios de comunicación mexicanos. Aún en la década de los noventa, el gobierno de México a través de Radio Televisión y Cinematografía (RTC) de la Secretaría de Gobernación, órgano encargado de la supervisión de las producciones fílmicas en el país, ejercía una política de censura a las películas que consideraba inapropiadas o polémicas. Previo a Rojo Amanecer y en contexto con su polémica, en los medios de comunicación se volvieron a mencionar cintas previamente prohibidas como La sombra del caudillo de Julio Bracho e incluso La última tentación de Cristo, de Martin Scorsese. La primera, incluso, habría sido exhibida en 1990 como parte de la demostración del gobierno de apertura democrática. Existieron distintos momentos en los que el gobierno de esa época intentaría discursivamente ligar al movimiento estudiantil de 1968 con una nueva cultura democrática en el país, luego de las elecciones federales en las que se acusó fraude. En este contexto hacia 1992 se publicarían por vez primera alusiones al movimiento estudiantil de 1968 en los libros de texto gratuito de historia de las escuelas primarias del país. Faltarían trece años para que, basado en la óptica de la justicia transicional y con el arribo de un partido distinto al PRI, el gobierno mexicano investigara con una fiscalía especial los hechos, la FEMOSPP, los caracterizara como delictivos y acusara formalmente de éstos a las personas que los cometieron y aún vivían. 
Respecto al movimiento de 1968 en el cine, durante el mismo año e inmediatamente se produjeron las cintas Únete Pueblo (Óscar Menéndez, 1968) Comunicado cinematográfico número 1, número 2 y número 4 (CUEC, 1968) y El grito, México 1968 (Leobardo López Arretche, 1969). En los años 70 se realizarían largometrajes que mostrarían alusiones, símbolos o situaciones contextualizadas al movimiento del 68 o a la matanza del 2 de octubre. Fue el caso de Quizá siempre sí me muera (Federico Weingartshoffer, 1970), Crates (Alfredo Jozkowicz, 1970), Tómalo como quieras (Carlos Gónzález Morantes, 1971), El fin (Sergio García, 1970), A partir de cero (Carlos Belauzarán, 1970) Mural efímero (Raúl Kampffer, 1970), Mi casa de altos techos (David Celestino, 1970), Historia de un documento (Óscar Menéndez, 1971) e incluso La montaña sagrada (Alejandro Jodorowsky, 1972). El hecho se vería directamente aludido en las producciones Canoa (Felipe Cazals, 1974), El apando (Felipe Cazals, 1975) además de ¿Y si hablamos de agosto? de Maryse Sistach.

## Producción
La dirección fue de Jorge Fons. El guion fue de Xavier Robles con la colaboración de Guadalupe Ortega Vargas. La producción corrió a cargo de Marijane Miller, Valentín Trujillo, Héctor Bonilla y la Cinematográfica Sol. La coordinación de la producción fue de Sofía Álvarez, la jefatura de producción fue de Rafael Gutiérrez y la productora ejecutiva fue Marcela Mejía. Los coordinadores de postproducción fueron Sigfrido García y José Manuel Fregoso, y los asistentes de producción fueron Ricardo Pérez Tapia, Víctor Lozoya y Mario Torres. La asistencia de dirección fue de Elvia de Angelis, Sergio Muñoz y Julio Fons, en tanto el coordinador de diálogos fue Roberto Sosa. 
La fotografía fue de Miguel Garzón, los efectos especiales de Raúl Gutiérrez y los ópticos de Manuel Sáinz. El técnico de color y operador de cámara fue Lorenzo Mondragón y la foto fija de José Alonso. La música fue compuesta por Karen Roel y Eduardo Roel, y la edición fue hecha por Sigfrido García Jr. El sonido fue de Rogelio Pichardo y René Ruiz Cerón, el coordinador de doblaje Fernando Álvarez y el microfonista Leonel Durán. Los efectos sonoros fueron hechos por Sergio Castro y Juan Chávez. La escenografía fue dirigida por Helmut Greisser, la ambientación por José Luis Garduño, el vestuario por Felise Romero, el maquillaje por Laura Bonilla, la utilería por Fernando Ibarra y José Luis López.

### Desarrollo del guion
El guionista de la película, Xavier Robles, se enteró del desenlace trágico del movimiento estudiantil en la Plaza de las Tres Culturas siendo estudiante de la Benemérita Universidad Autónoma de Puebla (BUAP). Hacia 1985 tuvo la idea de reivindicar "por medio del cine la lucha de los compañeros muertos, heridos y encarcelados, algunos de ellos amigos nuestros", haciendo un guion fílmico que aludiera el hecho sin mostrarlo.
Una convocatoria de la Sección de Autores del Sindicato de Trabajadores de la Producción Cinematográfica para nuevas ideas de su Banco de Guiones fue la oportunidad de Robles para presentar la historia Bengalas en el cielo finalizado en 1988. Robles envió el guion a Jorge Fons para que dirigiera la película. Este, convencido del proyecto, buscó apoyo con diversos productores. Terminando el proyecto de una telenovela con Héctor Bonilla, ambos acordaron que al final harían una película y este le sugirió Bengalas en el cielo. Bonilla apoyó la idea y se integró al proyecto. La investigación hemerográfica encontró documentos rotos y alterados, por lo que la producción acudió a testimonios de sobrevivientes, al libro La noche de Tlatelolco de Elena Poniatowska y a los hechos reales referidos por los propios actores y actrices. El hecho central de la historia fue narrado por sobrevivientes que testimoniaron cateos del escuadrón paramilitar Batallón Olimpia departamento por departamento en búsqueda de estudiantes refugiados. Dicho hecho, según el guionista Robles «no sólo ocurrió con una familia (...) sino con muchas, sobre todo del edificio Chihuahua. Esto nos fue narrado por varias personas que son testigos de los hechos del 68». La actriz de la cinta María Rojo narró que ella misma fue sobreviviente de la matanza gracias a un soldado que la arrastró cerca del edificio Chihuahua.

### Rodaje
La producción de la cinta envió el guion para su calificación a RTC. La historia fue rechazada por las autoridades diciendo llanamente «con el 2 de octubre no se metan, por favor, señores».
El director de la película, Jorge Fons, buscó infructuosamente el apoyo de escritores famosos como Gabriel García Márquez y Carlos Fuentes. Héctor Bonilla encabezó la búsqueda de actores, convocando a Roberto Sosa y a los hermanos Demián y Bruno Bichir, quienes habían vivido casualmente en Tlatelolco; así como otras personas y actores como Valentín Trujillo, quien salvó la producción cuando se agotó el presupuesto una semana antes de terminar. El actor sugirió que un título más taquillero era Rojo amanecer.
La producción decidió dar marcha al rodaje de manera clandestina a partir del 30 de mayo de 1989 al no contar con el permiso y por el temor de que fuera impedida su realización, por lo que usaron un foro al sur de la Ciudad de México, cerca del Estadio Azteca, en donde se recreó un departamento del Conjunto Urbano Nonoalco Tlatelolco, donde transcurre la trama de la película. Fueron tomadas medidas precisas de un departamento real, y se ambientó de acuerdo a la época. Bruno Bichir destacó que dicha ambientación fue buena, ya que él y su hermano Demián vivieron en la época en esta unidad. El actor de voz mexicano Blas García hizo un papel fuera del doblaje, retratando a un agente del Batallón Olimpia. 
A diferencia de un filme habitual, la película se rodó de manera progresiva, es decir, siguiendo el orden de las escenas marcadas por el guion, debido esencialmente a la premura y a la falta de presupuesto. Ello ayudó, según Jorge Fons, «a tener un control preciso de la continuidad de los hechos, y del crescendo de la emoción. De gran ayuda para mí y para todos, principalmente para los actores». El sonido fue criticado, incluso, por los propios actores.
Se pidió a todas y todos los actores que participaron guardar secreto sobre la filmación, condición que sólo fue rota por Eduardo Palomo, quien reveló la filmación en una entrevista. El rodaje duró tres semanas y media y se hizo de prisa debido al temor de que fuera frustrado. Se grababa incluso de madrugada. La filmación de escenas en pasillos y exteriores de los edificios de Tlatelolco fue hecho con discreción y sin permiso oficial, lo que suscitó problemas con policías que sospecharon que quería filmarse algo sobre el 2 de octubre. Héctor Bonilla indicó que quienes participaban tenían el temor de ser encarcelados. Jorge Fons lo narró así:

Había que hacerla a escondidas; como dices, prácticamente en la clandestinidad. Y ese sentimiento prevaleció mientras la hacíamos. Como era una película pobre, producida por nosotros, trabajábamos horarios larguísimos: desde que amanecía hasta la una o dos de la mañana, y cuando terminábamos, alguien salía previamente a revisar que no hubiera una patrulla o un auto sospechoso y teníamos que encaminar a las mujeres. Eso agregaba emoción a lo que hacíamos.
Jorge Fons

### «Enlataje» y censura
Terminado el rodaje, que tuvo un costo de 320 mil pesos de la época, Bonilla se llevó en la cajuela de su auto los rollos de la película, que fue revelada de manera voluntaria y secreta en los estudios Churubusco y editada en el edificio de productores donde Trujillo tenía una oficina. Ya editada y posproducida fue enviada a RTC, donde la película permaneció "enlatada" seis meses. Se denominaba en México entonces como «enlatamiento» un proceso burocrático usado como método de censura por el organismo censor que no autorizaba pero tampoco desautorizaba la proyección de la cinta, dejando su presentación en público en vilo.
La razón es que el Estado Mayor Presidencial se oponía a la exhibición de la película al considerar que el ejército era ofendido. Notas en medios comenzaron a aparecer sobre la película y la polémica detrás de su exhibición, mayoritariamente en su contra, contando con la defensa de la comunidad cultural y cinematográfica mexicana y el apoyo de medios como Proceso y La Jornada. La encargada en RTC, Martha Zertucha, evitaba las preguntas de la prensa sobre el caso. Temiendo que la película fuera censurada, se planeó incluso hacer una exhibición privada con la prensa con tal de que fuera dada a conocer. Bonilla sugirió hacer una exhibición en el Auditorio Justo Sierra de la UNAM y que en ella se repartieran copias gratuitas.
Para su exhibición hubo negociaciones con el gobierno mexicano, principalmente por parte del entonces director de la Sogem, José María Fernández Unsaín, quien logró que Carlos Salinas de Gortari observara la película y autorizara la exhibición. El entonces presidente lo hizo, pero pidiendo que se censuraran tres escenas: una donde Graciela, la hija de la familia protagonista, es peinada por su mamá (María Rojo) y dice "una señora de 60 años tenía un bayonetazo en la espalda". Otra donde la familia desayuna por la mañana y Jorge (Demián Bichir) dice «Mamá, cuando el ejército entró a Ciudad Universitaria unos se refugiaron en los baños. ¡Y los encontraron muertos antier!»; y la escena final en donde el único sobreviviente, el niño Carlitos (Ademar Arau), sale a la Plaza de Tlatelolco, en donde unos trabajadores de limpia barren la plaza llena de sangre y papeles y hay dos soldados del ejército. El ejército pensaba que la gente de esa manera no asociaría la participación del ejército en la masacre. A pesar de que los realizadores de la película consideraban intolerables los cortes a la cinta, decidieron que los harían en busca de que quedara la trama esencial, y que no se quedara la película "enlatada" para siempre. Interpretaciones posteriores indican que luego de las polémicas elecciones de 1988, Carlos Salinas habría optado por el estreno al evadir "una lucha política más".
Una copia sin censura circularía ilegalmente proveniente de una extracción no autorizada de la propia RTC. Zertucha fue despedida de su cargo por la polémica. El nuevo titular de RTC, Javier Nájera Torres, declaró que en México no había censura, y que Rojo amanecer era "excepcional" y podía exhibirse, e incluso otras cintas como La última tentación de Cristo y Yo te saludo María de Jean-Luc Godard. La película, entonces, fue ocupada por el gobierno mexicano como ejemplo tanto del libre ejercicio de la libertad de expresión como de apertura democrática, en contexto con las polémicas elecciones de 1988:

Frente a esta circunstancia el régimen logró elaborar un discurso a su medida, ya que para 1989 existía una interpretación que pensaba al movimiento estudiantil como el detonante de la democracia en México. De esta manera el PRI buscaba diferenciarse del gobierno de Díaz Ordaz como modo de legitimar el proyecto político del partido (...) De esta suerte, y paradójicamente, la película se convirtió en el estandarte de la política salinista como muestra de una aparente libertad de expresión nunca antes vista. Un discurso democrático conveniente para un gobierno acusado de fraude electoral.
Carolina Tolosa Jablonka

En 2021 la Secretaría de Gobernación desclasificó documentos sobre la autorización de exhibir la película. En 2024 la actriz María Rojo reveló que la escena final de la película era la de un soldado fumando y pisando con sus botas los cadáveres en la plaza.

## Recepción
La realización y el estreno de la cinta supuso un hito en diversos aspectos, tanto por ser la primera crítica abierta contra la matanza de Tlatelolco, como por suponer una renovación del cine mexicano que trataba una temática considerada intocable. La manufactura de la cinta fue criticada como de baja calidad, lo que fue justificado por la prensa por el presupuesto al que tuvo acceso la cinta y las condiciones en que fue filmada.

### Estreno y proyección
Una versión de la película ya censurada fue estrenada el 17 de octubre de 1990 en una función premier en la Cineteca Nacional y en los cines Variedades, Chapultepec, México, Futurama, Carrusel, Dolores del Río, Mitla, Insurgentes 2, Galaxia, Nacional, La Villa, Galerías 2, Emiliano Zapata, Pedro Infante, Vallejo 2000, Premier 1, Alamedas 1, Valle Dorado 2, Presidente 1, Cuautitlán Izcalli 1, Lago 2, Arco 2, Pedro Armendáriz, Polanco y Revolución. La exhibición se prolongó por seis semanas.
En algunas de las exhibiciones las personas gritaban consignas a favor del movimiento estudiantil y salían conmovidas. Así lo describió el escritor Paco Ignacio Taibo I:

La proyección se llevó a cabo en una sala electrizada y silenciosa, en un clima que difícilmente el cine consigue pero que la memoria histórica hace posible. Al terminar grandes grupos se quedaban en la banqueta, ante el edificio, comentando, casi siempre en voz baja y acongojada, lo que habían visto.
Paco Ignacio Taibo I

Y el crítico Tomás Pérez Turrent:

Con Rojo amanecer este público ha acudido masivamente (buena parte de él nunca había visto una película mexicana), llena las salas, provoca colas, boletos agotados. Quiere decir que sí le interesa un cine nacional que le diga algo, que refleje o reflexione sus realidades pasadas o presentes y mas aun cuando se tratan de hechos que sacudieron la conciencia de la población.
Tomás Pérez Turrent

En este tenor se expresaron diversas notas de prensa al destacar que con Rojo amanecer —por su realización, contenido y el tratamiento de un tema de la historia de México— se advertía un "despertar", "renacimiento" o una "renovación" del cine de México luego de la política llevada dos décadas atrás por la industria cinematográfica nacional como el llamado cine de ficheras, el "cabrito western" o el cine televisivo abarcado por la empresa Televisa. Así lo escribió Salvador Elizondo:

Con esta película me reconcilio no tanto con el cine mexicano en general de ahora —aparte de Fons no hay muchos—  sino con la esperanza concebida ingenuamente hace 30 años, de un nuevo cine mexicano, que no por ser más adulto y más universal fuera más mexicano; un cine en el que la veracidad o la historicidad no contaran tanto como el dramatismo, la expresividad y la fuerza.
Salvador Elizondo

Y el ensayista Luis Rublúo:

Muy pocas cintas en los últimos años pueden hacer excepción a eso que ya parece una regla, pero ésta, a la que aludo hoy, más que excepción, es una esperanza de cambios radicales, porque demuestra sincero deseo de superación en el arte de la cinematografía, un resurgimiento lanzado con coraje, con entusiasmo, con entrega, con estética, a pesar de los pocos recursos financieros, porque lo que se suma es la autenticidad del arte, justamente, por eso digo: Rojo amanecer es nuevo amanecer de nuestro cine, ¡ojalá!.
Luis Rublúo

### Recaudación
La película fue un éxito de taquilla. En noviembre de 1990 ya había recaudado 726 millones de pesos de la época y había reunido a 370 mil 846 asistentes. En la época películas extranjeras recaudaban más del 70 por ciento del total de los ingresos, ya que eran exhibidas en cines que tenían mayor costos, denominados «plus», a los cuales no llegó Rojo amanecer. La paraestatal encargada de las salas de cine entonces, Compañía Operadora de Teatros (Cotsa) habría prometido a los productores de la película cines de mayor calidad y con costo de boleto más caro, lo cual no ocurrió. Para finales de noviembre de 1990 la película había logrado sostenerse más de seis semanas, «en salas en donde no se programaba cine mexicano por lo menos en dos décadas», calificó Pérez Turrent.

### Premios y reconocimientos
- Once Premios Ariel, 1990 en las categorías director, actor, actriz, edición, guion original, argumento original, música y co actuación.
- Presea Especial del Jurado del Festival Internacional de Cine de San Sebastián, 1990.
- Premio Eres a la mejor película, 1991.
- Nueve Premios Coral, Festival Internacional de Cine de La Habana.
- Diosa de Plata en las categorías mejor película, mejor director, mejor actriz, mejor actor.

## Reacciones y legado

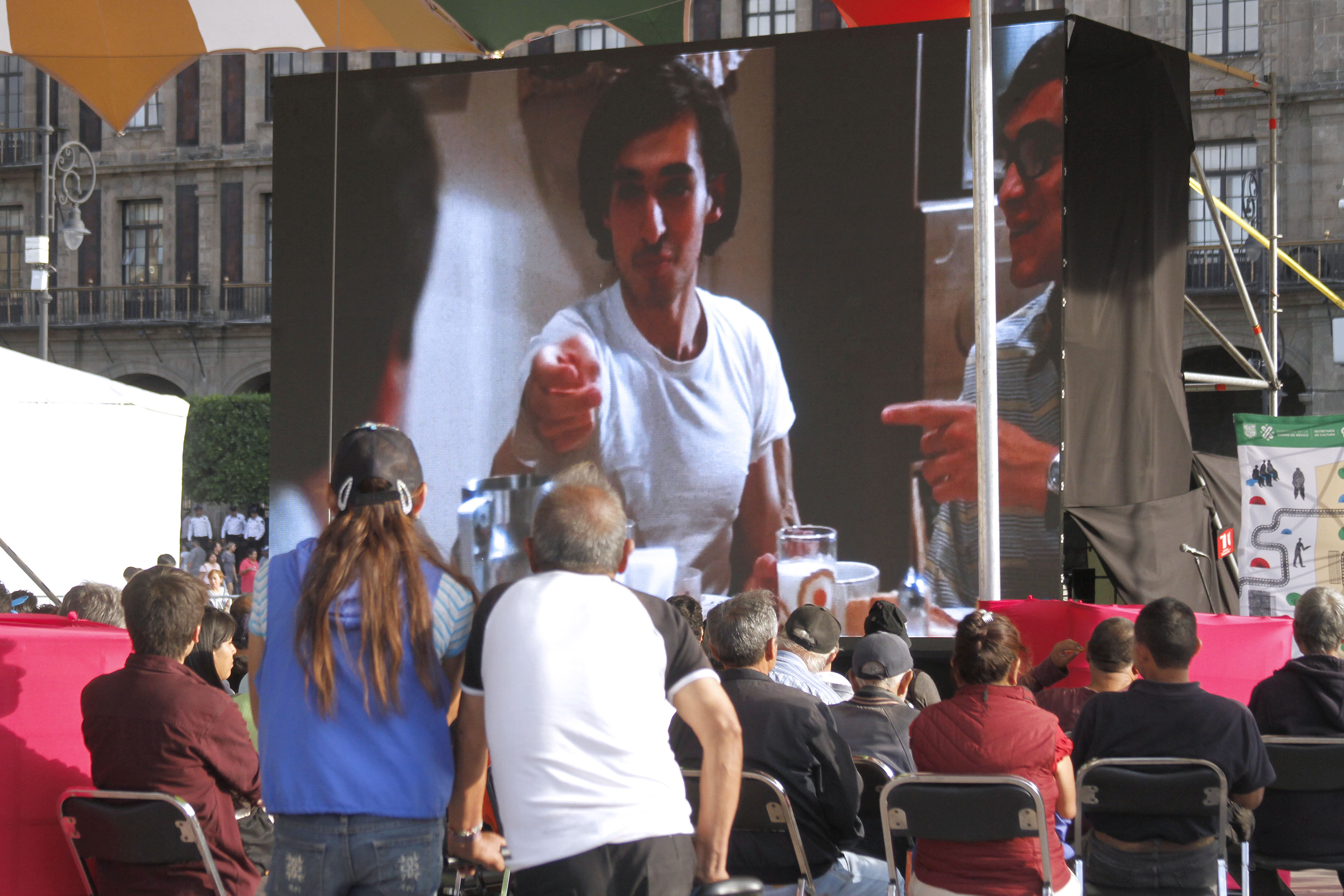
Rojo amanecer proyectándose en el «homenaje a grandes películas mexicanas» en el Zócalo.

Xavier Robles y Valentín Trujillo intentaron infructuosamente que el Instituto Mexicano de Cinematografía considerara a Rojo Amanecer como una candidata a representar a México en los Premios Óscar. La cinta elegida, finalmente, fue Cabeza de Vaca, postulada por el funcionario Ignacio Durán Loera. Debido a una improcedencia por un adelanto en la nominación, Cabeza de Vaca fue finalmente descalificada de participar.
Debido al éxito de taquilla, una versión teatral fue presentada en 1992 en el Teatro Hidalgo de la capital mexicana, dirigida por Adam Guevara y la participación de algunos de los actores originales.
Por la inclusión de dichos fragmentos tanto de La noche de Tlatelolco como presuntamente de Los días y los años de Luis González de Alba en el guion sin una debida atribución, el periodista Eduardo Valle "El Búho" anunció una demanda a los productores del filme posterior a su estreno formal. Los guionistas contestaron a Valle que el movimiento no le pertenecía a nadie. El propio González de Alba dio, finalmente, la razón a los guionistas y al equipo de producción.

### Críticas a la cinta
- Gustavo García Gutiérrez calificó a la cinta como "irresponsable", ya que en su opinión el exhibir Rojo amanecer no eliminó la censura existente en México pero sirvió para "calmar tensiones cinematográficas".[6]
- Leonardo García Tsao indicó que "es la primera y muy válida representación en el cine mexicano de ficción de un hecho que ha marcado generaciones enteras", si bien criticó la "histeria histriónica" de las actuaciones de María Rojo y Eduardo Palomo y defectos como el sonido directo "que parece haberse grabado en las grutas de Cacahuamilpa".[15]
- Jorge Ayala Blanco criticó negativamente la cinta, denominándola "una entelequia del sistema pueril". "Soñándose valerosa crónica indirecta, el esquema cronológico ha sido llenado como expediente oficinesco de manera tan reduccionista como torpe y pueril".[47]
- Susana Cato alabó la idea general de la cinta y la actuación de María Rojo en el papel de Alicia, pero calificó los personajes de "estereotipados" y el desenlace de la película como "efectista".[48]
- Nelson Carro indicó el valor de la película "más allá de lo cinematográfico" por el tema que representa. Señaló igualmente defectos de estructura en la película y fallas en la dirección de actores.[49]
- Gustavo Moheno consideró la cinta como la mejor en México desde Mentiras piadosas de Arturo Ripstein, de 1987. La describió como "un cuidadoso trabajo cinematográfico, se podría decir que es una verdadera lección de cine, y en eso tiene que ver mucho el guion de Xavier Robles" y muestra de como se puede "hacer buen cine con pocos recursos".[50]
- José María Espinosa consideró que la película tenía "buenas actuaciones, un guion sencillo pero inteligente y un manejo de elementos ya integrados por el uso a un inconsciente imaginario".[51]
- Carlos Bonfil declaró que la cinta tenía fallas de producción pero "compensa generosamente las fallas mencionadas con la elaboración convincente de una atmósfera opresiva a la que mucho contribuye el partido inteligente de concentrar el horror de ese día y de esos meses en cuatro paredes".[52]
- Patricia Fernández V. comentó que "compensó su falta de exteriores (casi total) con el logro de una tensión dramática capaz de involucrar al espectador más duro".[53]
- Rafael Aviña la nombró como "película del año" y como "cine adulto en medio de una creciente libertad de expresión".[54]
- Tomás Pérez Turrent tuvo buenos comentarios. "El tiempo es trabajado con precisión y sencillez, el ritmo es el adecuado (la película "agarra" a la primera imagen y ya no suelta hasta el final) y el espacio, según el principio del Huiscios, es el angustioso del drama".[38]

### Interpretaciones
La película ha sido señalada, junto a La ley de Herodes (1999) —la cual se intentó censurar también desde el gobierno— como una importante victoria contra la censura del poder político en México. Ha sido mencionada su pertenencia al nuevo cine latinoamericano, una corriente de innovación en la creatividad fílmica vivida también en México en los años 90, y por ende, influenciada por el neorrealismo italiano al mostrar como elemento central, un episodio dramático de la realidad. También ha sido calificada como "cine imperfecto", en donde se subsanan las carencias en producción, ya que montar una escena de la matanza estaba fuera de presupuesto y hubiera sido imposible hacerlo bajo la censura de la época, y se prioriza el mostrar una trama inspirada en hechos históricos como los del 2 de octubre con los medios que se tenían disponibles logrando así una connotación política de injusticia al no mostrar directamente los hechos sino una familia asesinada, parcialmente inocente y víctima de las circunstancias.
Asimismo Juan J. Rojo señaló el simbolismo del personaje de Carlitos como la sociedad mexicana y la carencia de representaciones literales de la matanza como una alusión a la censura informativa del PRI por décadas:

En la última escena de Rojo amanecer vemos al único testigo de la masacre alejándose del edificio en un estado de horror. Este infantil sujeto es nuestro único posible acceso a los eventos de Tlatelolco. El niño que la presencia sólo puede observar la historia posterior a la matanza, con la cual podrá algún día, rearmar una historia privada, con seguridad incompleta, basada en sus recuerdos de lo acontecido. En consecuencia, lo que queda justamente es esa íntima reconstrucción de la historia de Tlatelolco como la única historia posible.
Juan J. Rojo

David William Foster indicó que, en el desenlace trágico de la cinta y pese a sus diferencias generacionales y políticas, la familia se verá victimizada por las mismas consecuencias criminales de la represión del régimen de Díaz Ordaz. Este mismo autor indicó que esta matanza fue, probablemente, la primera en México en contar con muchos testigos e incluso ser parcialmente filmada. La "autocomplacencia ante la violencia anterior" en la plaza vivida por la familia desde su punto de vista privilegiado en un sitio presuntamente seguro, contrastará dramáticamente con el desenlace que los incorporará finalmente a ser parte de la tragedia.
La elección de los personajes y la selección de los elementos y los espacios de Rojo amanecer podrían ser una muestra ficcional del microcosmos familiar de una familia mexicana de clase media de la época, en la cual hay fuertes divergencias generacionales, como las vividas en 1968. Por un lado el abuelo Roque representaría a la Revolución mexicana, y el padre Humberto al burócrata promedio de la institucionalización posterior a ésta. La madre Alicia y los diálogos e interacciones con su hija Graciela reafirman el pensamiento patriarcal de la época y la perpetuación de los estereotipos femeninos. Y los dos hijos, así como las y los estudiantes que llegarán al departamento luego de la matanza, el pensamiento progresista de la época y las ilusiones de cambio de la juventud mexicana.